# Nahirne (rejon skolski)
Nagórne (ukr. Нагірне; hist. Annaberg) – wieś na Ukrainie, w rejonie stryjskim (do 2020 roku w rejonie skolskim) obwodu lwowskiego. W 2001 roku liczyła 133 mieszkańców.
Wieś została założona ok. 1835 przez Karla Scheiffa, dziedzica Smorza. Sprowadził on osadników niemieckich (zobacz Niemcy galicyjscy) z zachodnich Czech wyznania katolickiego.
Za II Rzeczypospolitej do 1934 samodzielna gmina jednostkowa Annaberg, następnie należała do zbiorowej wiejskiej gminy Tucholka. Początkowo w powiecie skolskim, a od 1932 w powiecie stryjskim w woj. stanisławowskim. 24 maja 1939 roku zmieniono nazwę wsi na Anówka. Po wojnie wieś weszła w struktury administracyjne Związku Radzieckiego. W 1950 roku nadano nazwę Nahirne.